# Tomomichi Nishimura
Tomomichi Nishimura (西村 知道 Nishimura Tomomichi?, nacido el 2 de junio de 1946) es un seiyū veterano nacido en Chiba y trabaja para Arts Vision. Ha destacado por ser la voz de Gouki/Akuma y M.Bison/Vega en la saga de Street Fighter Zero/Alpha, Marvel vs Capcom, Street Fighter Ex, Street Fighter 3 y  Capcom vs SNK.  

## Trabajo como Seiyuu
- Nota: Los papeles principales están en negrita.

### Trabajo
| Tipo                | Años                     |
| ------------------- | ------------------------ |
| Anime               | 1982-1998, 2000-presente |
| Videojuegos         |                          |
| Serie de Televisión | 2008-2009                |

### Anime
| Año/s                 | Anime                                         | Personaje/s                                     | Episodios                                     |
| --------------------- | --------------------------------------------- | ----------------------------------------------- | --------------------------------------------- |
| 2019                  | One Piece                                     | Hyogoro                                         |                                               |
| 2017                  | Boruto: Naruto Next Generations               | Ōnoki                                           |                                               |
| 2017                  | Onihei Hankachō                               | Kikuumon                                        | 1 episodio (3)                                |
| 2017                  | Kyōkai no Rinne 3                             | Kuroboshi                                       |                                               |
| 2016                  | Fune wo Amu                                   | Jefe Yamashita                                  | 1 episodio (4)                                |
| 2016                  | Fukigen na Mononokean                         | Okina                                           | 2 episodios                                   |
| 2016                  | Joker Game                                    | Yasumasa Okutsu                                 | 3 episodios (6, 8-9)                          |
| 2015                  | Absolute Duo                                  | Edward Walker                                   | Varios episodios                              |
| 2015                  | Charlotte                                     | Tsutsumiuchi                                    | 3 episodios (9, 11, 13)                       |
| 2015                  | Classroom Crisis                              | Seigō Sasayama                                  | Varios episodios (Menos de 13)                |
| 2015                  | Kekkai Sensen                                 | Guebara                                         | 2 episodios (1, 12)                           |
| 2014                  | Black Bullet                                  | Matsuzaki                                       | Varios episodios (Menos de 13)                |
| 2014                  | Detective Conan                               | Yazuru Sada                                     | 1 episodio (736)                              |
| 2014                  | Glasslip                                      | Matasaburō Shirosaki                            | Varios episodios (Menos de 26)                |
| 2013                  | Kotōra-san                                    | Zenzō Kotōra                                    | 6 episodios                                   |
| 2013                  | Kamen Rider Wizard                            | Chimera                                         | 3 episodios (29, 49-50)                       |
| 2013                  | Tamako market                                 | Fuku Kitashirakawa                              | 11 episodios                                  |
| 2012                  | Hagure Yuusha no Aesthetica                   | Volk Rem Aleclasta IV                           | Varios episodios (Menos de 12)                |
| 2012                  | Hyōka                                         | Fukiya                                          | 1 episodio (22)                               |
| 2012                  | Jinrui wa Suitai Shimashita                   | Kōchō                                           | Varios episodios (Menos de 12)                |
| 2012                  | Smile Precure                                 | Sōtarō Aoki                                     | 1 episodio (1, episodio piloto)               |
| 2011-2015             | Naruto: Shippūden                             | Ōnoki                                           | 38 episodios* (Entre 199-426)                 |
| 2011-2012             | Beelzebub                                     | Behemoth                                        | 30 episodios (aproximadamente)                |
| 2011                  | C: The Money of Soul and Possiibility Control | Yoshiyuki Kikuchi                               | Varios episodios (Menos de 11)                |
| 2011                  | Nichijō                                       | Masaharu Egi                                    | 1 episodio (10)                               |
| 2010                  | Panti & sutokkingu with gātāberuto            | Juez                                            | 1 episodio (8)                                |
| 2009                  | Seiken no burakkusumisu                       | Lancelout Douglas                               | 3 episodios (2, 10-11)                        |
| 2009                  | Kiddy Girl-and                                | Niegram                                         | 1 episodio (8)                                |
| 2009                  | Kurokami: The Animation                       | Ryujin Nagamine                                 | 1 episodio (23)                               |
| 2009                  | Slayers Evolution                             | Durahan A                                       | 1 episodio (2)                                |
| 2008-2009             | Engine Sentai Go-Onger                        | Jum-bowhale                                     | 28 episodios                                  |
| 2008                  | Druaga no Tō: The Aegis of Uruk               | Inkeeper                                        | 1 episodio (1, episodio piloto)               |
| 2008                  | Shigofumi                                     | Takezō Ayase                                    | 1 episodio (2)                                |
| 2008                  | XXXHOLiC                                      | Shikaisha                                       | 2 episodios                                   |
| 2007, 2015            | Gintama                                       | Padre de Zenzō                                  | 2 episodios (48+??)                           |
| 2007, 2012            | Hayate no Gotoku                              | Mikado Sanzenin                                 | 3 episodios (11-12, 21) + 1-3 episodios       |
| 2007                  | Baccano!                                      | Barnes                                          | 3 episodios (3-5)                             |
| 2006-2007             | Ghost Hunt                                    | Reimei Minami                                   | Varios episodios (Menos de 25)                |
| 2006-2007             | Tenpō Ibun: Ayakashi Ayashi                   | Toraichi Hanai                                  | 25 episodios                                  |
| 2006                  | Binchō-tan                                    | Sudajii                                         | Varios episodios                              |
| 2006                  | Black Lagoon                                  | Tsugio Bando                                    | 2 episodios                                   |
| 2006                  | Hataraki Man                                  | Tatsuhiko Umemiya                               | 8 episodios (aproximadamente)                 |
| 2006                  | Shōnen Onmyōji                                | Fijiwara no Michinaga                           | 3 episodios (2, 11-12)                        |
| 2005-2006             | Angel Heart                                   | Padre de Fukutome                               | Varios episodios (Menos de 50)                |
| 2005                  | Eikoku Koi Monogatari Emma                    | Al                                              | 9 episodios (1, 3-5, 8-12)                    |
| 2005                  | Naruto                                        | Hachidai                                        | 3 episodios (152, 154-155)                    |
| 2004-2005             | Futari wa Pretty-Cure                         | Belzei Gertrude                                 | Varios episodios                              |
| 2004                  | Samurai Champloo                              | Kikuzō                                          | 1 episodio (1, episodio piloto)               |
| 2003-2004             | Chrono Crusade                                | Edward "Elder" Hamilton                         | 15 episodios (aproximadamente)                |
| 2004                  | Samurai 7                                     | Masamune                                        | 26 episodios                                  |
| 2003                  | .hack//SIGN                                   | Lios                                            | 26 episodios (1-26)                           |
| 2003                  | Avenger                                       | Alcalde de la Ciudad Serena                     | 1 episodio (1, episodio piloto)               |
| 2003                  | El mundo de Narue                             | Tail Messa                                      | 4 episodios (3, 6, 8, 12)                     |
| 2003                  | Kaleido Star                                  | Helmsman                                        | 1 episodio (13)                               |
| 2003                  | Saint Seiya: El capítulo de Hades             | Buddha                                          | 2 episodios (9-10)                            |
| 2002-2003, 2005       | Full Metal Panic!                             | Richard Mardukas                                | 22 episodios                                  |
| 2002-2003             | Juuni Kokuni                                  | Enho                                            | Varios episodios (Menos de 45)                |
| 2002                  | 12 kokuki                                     | Viejo Ministro                                  | 1 episodio (10)                               |
| 2002                  | Digimon Frontier                              | Anciano Candlemon                               |                                               |
| 2001-2002             | Groove Adventure Rave                         | Shiba Roses                                     | Varios episodios (Menos de 51)                |
| 2001, 2006-2007, 2012 | One Piece                                     | Kamonegi, T-Bone, Don Accino, Panz Fry          | 14 episodios (93, 258, 261, 326-335, 575-577) |
| 1999-2000, 2003       | The Big O                                     | Morgan Skyler/Oficial Superior                  | 4 episodios                                   |
| 2000-2001             | Gear Fighter Dendoh                           | Chief Shibuya                                   | Varios episodios                              |
| 2000                  | Gakkō no kaidan                               | Datsueba                                        | 1 episodio (8)                                |
| 2000                  | Pokémon                                       | Genzo                                           | 1 episodio (168)                              |
| 1999-2000             | Heppoko Jikken Animation Excel Saga           | Iron Mask                                       | Varios episodios (Menos de 26)                |
| 1999-2000             | Initial D Second Stage                        | Yuuichi Tachibana                               | 13 episodios (aproximadamente)                |
| 1998-1999             | Kaiketsu Jōki Tanteidan                       | Dr. Guilty                                      | 5 episodios (aproximadamente)                 |
| 1998                  | Eat-Man '98                                   | Robert                                          | Varios episodios (Menos de 12)                |
| 1998                  | Initial D                                     | Yūichi Tachibana                                | 3 episodios (1-3)                             |
| 1997                  | Chō Mashin Eiyuuden Wataru                    | Shibaraku Tsurugibe                             | 51 episodios                                  |
| 1996                  | La visión de Escaflowne                       | Helio                                           | 6 episodios (12, 16, 18-19, 22, 25)           |
| 1995                  | Neon Genesis Evangelion                       | Soldado C/Capitán del Arco Iris/Hombre de la Tv | 3 episodios (1, 8, 11)                        |
| 1995                  | Reena y Gaudi                                 | Rasubagu                                        | 1 episodio (16)                               |
| 1994-1995             | Macross 7                                     | Gigile                                          | 20 episodios (aproximadamente)                |
| 1993                  | Black Jack                                    | Blue Jacket                                     | 1 episodio (3)                                |
| 1992-1993             | Genki Bakuhatsu Hamburger                     | Secretario de Takeda                            | 5 episodios (aproximadamente)                 |
| 1992-1993             | Hana no Mahō Tsukai Mary Bell                 | Bart                                            | Varios episodios (Menos de 50)                |
| 1992-1995             | Yu Yu Hakusho                                 | Narrador/George Saotome/Takenaka                | 111 episodios                                 |
| 1992-1995             | Sailor Moon                                   | Abuelo de Rei Hino/Yōma Jiji                    | 8 episodios                                   |
| 1991                  | Bubblegum Crash!                              | Haynes                                          | 3 episodios (1-3)                             |
| 1991                  | Future GPX Cyber Formula                      | Pitalia Lope                                    | Varios episodios                              |
| 1990                  | Bōken! Iczer-3                                | Yajin Tsuya                                     | 6 episodios (1-6)                             |
| 1987                  | Hokuto no Ken 2                               | Alf                                             | 3 episodios                                   |
| 1987                  | Transformers: The Headmasters                 | Steeljaw/Cyclonus/Misfire                       | 1 episodio (1, episodio piloto)               |
| 1986                  | Ai Shōjo Pollyanna Story                      | Mr. Willis                                      | Varios episodios                              |
| 1985                  | Dirty Pair                                    | Pensamiento                                     | 1 episodio (1, episodio piloto)               |
| 1993-1996             | Slam Dunk                                     | Mitsuyoshi Anzai                                | 80 episodios (aproximadamente)                |
| 1989-??               | Majo no Takkyūbin                             | Guardia de la torre del reloj                   | Indefinido                                    |
| 1984, 1986-1987       | Hokuto no Ken                                 | Zengyō/Rizo                                     | 5 episodios                                   |
| 1984-1985             | Juuseki L-Gaim                                | Giwaza Lowau                                    | Varios episodios (Menos de 54)                |
| 1983-1984             | Genesis Climbre Mospeada                      | Jim Warston                                     | Varios episodios                              |
| 1982-1986             | Urusei Yatsura                                | Mr. Principal                                   | 38 episodios                                  |

Nota: Episodios de Naruto Shippūden en los que ha trabajado Tomomichi Nishimura: 199-206, 213, 222, 254-256, 261, 264, 267-268, 276, 296-297, 300-302, 321-323, 332-334, 339-340, 349, 351, 382-383, 393-394, 429.

### OVA
| Año/s     | OVA                                                     | Procedencia    | Personaje            | N.º             |
| --------- | ------------------------------------------------------- | -------------- | -------------------- | --------------- |
| 2007      | Initial D Battle Stage 2                                | Initial D      | Yūichi Tachibana     | Único OVA       |
| 1998-2000 | DinoZone                                                |                | Gigano Dragon        | 5 OVAs          |
| 1996-1997 | Byston Well Monogatari: Garzey no Tsubasa               |                | Philocres            | 3 OVAs          |
| 1992      | Hello Harinezumi: Satsui no Ryōbun                      |                | Inspectori Yamagishi | Único OVA       |
| 1991      | Bubblegum Crash                                         |                | Dr. Haynes           | 3 OVAs          |
| 1991      | Dark Cat                                                |                | Iwata-sensei         | Único OVA       |
| 1991      | Eguchi Hisashi                                          |                | Kaichō/Senchō        | 4 OVAs          |
| 1989      | Aoki Honō                                               |                | Padre de Kaizu       | Único OVA       |
| 1988-1997 | Ginga Eiyū Densetsu                                     |                | Glazunov             | 110 OVAs máximo |
| 1987      | Jūsenki L-Gaim III: Full Metal Soldier                  | Jūsenki L-Gaim | Gizawa Lowau         | 1 OVA           |
| 1987      | Jūsenki L-Gaim II: Farewell My Lovely + Pentagona Doors | Jūsenki L-Gaim | Gizawa Lowau         | 1 OVA           |

### Otros
- Matsui en Patlabor: la película.
- Matsui en Patlabor 2: la película.
- Giwaza Lowau en Heavy Metal L-Gaim.
- Shibaraku Ikusabe en la serie de Mashin Eiyuuden Wataru.
- Lind en Sol Bianca.
- Akuma en Street Fighter Alpha. (Videojuego) (Street Fighter II, 1991 como M. Bison o Vega; Street Fighter II Turbo 1994, como Akuma)
- Tail Messa en The World of Narue.
- Walther en Valkyrie Profile 2: Silmeria (2006, videojuego)
- Jamitov Hymem en Zeta Gundam.
- Amano Jyaku en Urotsukidoji. OVA
- Silverbolt y Superion en Transformers. iNDEFINIDO
- Regigigas en Pokémon: Giratina and the Sky Warrior. Película 11 (2008)
- Marqués Marres Ascot en Walkure Romanze.
- Bakumatsu Kikansetsu Irohanihoheto, como Harry Smith Parkes (2006-2007) (Máximo 26 episodios) ONA
- Initial D Third Stage (Initial D), como Yuuichi Tachibana (2001) Película

### Videojuegos
- M. Bison (Lord Vega en Japón) en la serie de Street Fighter Alpha y Marvel vs. Capcom
- Akuma (Gouki en Japón) en la serie de Street Fighter Alpha y Marvel vs Capcom.
- Raizo Imawano en la serie de Rival Schools.

### Tokusatsu
- Engine Sentai Go-onger (Jum-bowhale).